# Wincenty Inglot
Wincenty Inglot (ur. 9 września 1889 w Albigowej, zm. 10 czerwca 1960 w Warszawie) – polski handlowiec, przedsiębiorca, działacz społeczny, wójt gminy Łańcut-wieś, polityk, poseł na Sejm IV kadencji w II RP.

## Życiorys
Był synem Walentego i Wiktorii. Uczył się początkowo w Gimnazjum im. Henryka Sienkiewicza w Łańcucie (od 1903 roku), ukończył I Gimnazjum w Rzeszowie, zdając maturę w 1912 roku, studiował prawo na uniwersytetach w Krakowie i Lwowie (studiował 2 lata) oraz roczny kurs w Akademii Handlowej.
W latach 1909–1910 należał do „Zarzewia”, w 1911 roku był członkiem „Promienia”, a od 1912 roku – Związku Strzeleckiego i Drużyn Bartoszowych w Rzeszowie. W latach 1909–1912 organizował chóry i teatry włościańskie w Albigowej, Wysokiej i Strażowie. Od 1912 roku służył w 90. pułku piechoty armii austriackiej w Jarosławiu, został zwolniony z powodu krótkowzroczności i przydzielony do pospolitego ruszenia. W latach 1915–1918 ponownie służył w armii austriackiej, jako oficer w kadrze 34. pułku strzelców, walczył w Czarnogórze i Albanii. W grudniu 1918 roku powrócił do Polski i wstąpił do WP, służył na stacji zbornej oficerów w Krakowie, zwolniony z wojska w lutym 1919 roku z powodu stanu zdrowia (podczas wojny nabawił się malarii). 
Od 1920 roku pracował jako urzędnik przy Okręgowej Komendzie Policji Państwowej w Krakowie, w latach 1921–1929 – jako dyrektor składnicy Kółek Rolniczych w Łańcucie, w okresie 1929–1935 – dyrektor spółdzielni „Włościanin” w Leżajsku. Od 1935 (1938 ?) roku był wójtem gminy Łańcut-wieś. 
Był właścicielem sławnej w okresie międzywojennym restauracji przy pl. Wolności w Łańcucie.
Działał w okręgowym Towarzystwie Rolniczym (od 1923 roku był członkiem zarządu w Łańcucie), Towarzystwie Szkół Ludowych, Lidze Morskiej i Kolonialnej, był członkiem komisji rolniczej przy Wydziale Powiatowym. 
W wyborach parlamentarnych w 1935 roku został wybrany posłem na Sejm IV kadencji (1935–1938) 21 569 głosami z listy państwowej z okręgu nr 79, obejmującego powiaty: łańcucki, przeworski, niżański i tarnobrzeski. W kadencji tej pracował w komisjach: administracyjno-samorządowej i przemysłowo-handlowej. W lipcu 1938 roku został wybrany do specjalnej komisji ds. cen artykułów rolniczych. 
Był członkiem OZN Okręgu Lwowskiego.
Nie założył rodziny. 